# 水素化セシウム
水素化セシウム(Caesium hydride)は、セシウムと水素からなる化合物で、アルカリ金属水素化合物の1つである。金属蒸気中での光誘導粒子形成により初めて作られた物質である。この物質は、セシウムを利用する初期のイオンエンジン推進システムの研究において有望であった。安定なアルカリ金属水素化物の中で、最も反応性が高い。強力な超塩基で、水と非常に激しく反応する。
水素化セシウム中のセシウム核は、スピン交換光ポンピング(SEOP)と呼ばれる過程により、光ポンピングされたセシウム蒸気との相互作用で、過分極している。SEOPは、セシウム核による核磁気共鳴シグナルを数桁増大させることができる。
純粋なものを作ることは非常に難しいが、炭化セシウムと金属マグネシウムを水素中で580-620℃に加熱することで合成できる。

## 結晶構造
常温常圧では、塩化ナトリウムと同じ結晶構造を持つ。